# Gu Beibei
Gu Beibei (chiń. 顧貝貝; ur. 25 listopada 1980 w Pekinie) – chińska pływaczka synchroniczna, medalistka olimpijska z Pekinu.
W 2004 startowała na letnich igrzyskach olimpijskich w Atenach, podczas których brała udział w konkurencji duetów i drużyn. Zajęła odpowiednio 7. pozycję z rezultatem 93,668 pkt i 6. pozycję z rezultatem 94,584 pkt. Cztery lata później startowała na letnich igrzyskach olimpijskich w Pekinie, biorąc tam udział wyłącznie w konkurencji drużyn. W tej konkurencji Chinka wywalczyła brązowy medal dzięki rezultatowi 97,334 pkt.
Czterokrotnie startowała w mistrzostwach świata (Fukuoka, Barcelona, Montreal, Melbourne), ale nie zdobyła żadnego medalu.